# Площадь Урицкого (станция метро)
«Площадь Урицкого» — перспективная станция Харьковского метрополитена, будущая временная южная конечная Салтовской линии. Будет построена в районе нового цирка. В данный момент идёт дискуссия по новому названию станции, так как проектное название уже противоречит Закону о декоммунизации (Площадь Урицкого была переименована в Площадь Бугримовой в 2003 году). Возможными названиями станции значатся: «Площадь Ирины Бугримовой», «Нетеченская», «Гимназическая» и «Цирк».
Без пуска данной станции, вследствие особенностей путевого развития станции «Исторический музей» и невозможности быстрого оборота составов на ней, невозможно продолжение строительства Салтовской линии в направлении северной Салтовки. Первоначальный срок открытия станции был 1985 год, однако сроки открытия неоднократно переносились.